# Шишкін Сергій Борисович
Сергій Борисович Шишкін (рос. Сергей Борисович Шишкин; нар. 10 лютого 1973, Якутськ, РРФСР) — радянський та російський футболіст, виступав на позиції захисника та півзахисника, по завершенні кар'єри — тренер.

## Кар'єра гравця
Вихованець футбольних шкіл міста Якутська. На професіональному рівні дебютував 1991 року в клубі Другої союзної ліги «Динамо» (Якутськ). Відомий за виступами за клуби Вищої ліги Росії — «Крила Рад» із Самари, «Уралан» з Елісти, «Факел» з Воронежа. З 2005 по 2008 рік був гравцем клубу «Юніт» (Самари), який виступав у другому дивізіоні Росії в зоні «Урал-Поволжжя».
Всього у вищій лізі чемпіонату Росії зіграв 176 матчів, забив 2 м'ячі.

## Кар'єра тренера
2011-2014 роки — головний тренер «Якутії». 07 травня 2015 року призначений виконувачем обов'язків головного тренера «Якутії».
У липні 2016 року підписав контракт з «Динамо» (Барнаул).

## Досягнення

### Як тренера
«Динамо» (Барнаул)
- Другий дивізіон Росії
  -  Срібний призер (1): 2016/17
  -  Бронзовий призер (1): 2017/18